# Олімпія (футбольний клуб, Бухарест)
Спортивний клуб «Олімпія» Бухарест (рум. A.S.C. Olympia București) — колишній румунський футбольний клуб з Бухареста, що існував у 1904—1946 роках.

## Досягнення
- Ліга I
  - Чемпіон: 1909–10, 1910–11.